# Highland Football League 1996–97
Highland Football League 1996–97 với đội vô địch là Huntly lần thứ 4 liên tiếp. Fort William đứng cuối bảng.

## Bảng xếp hạng
| XH | Đội              | Tr | T  | H  | T  | BT | BB  | HS  | Đ  |
| -- | ---------------- | -- | -- | -- | -- | -- | --- | --- | -- |
| 1  | Huntly (C)       | 30 | 23 | 4  | 3  | 86 | 26  | +60 | 73 |
| 2  | Keith            | 30 | 21 | 3  | 6  | 76 | 36  | +40 | 66 |
| 3  | Peterhead        | 30 | 17 | 7  | 6  | 77 | 30  | +47 | 58 |
| 4  | Lossiemouth      | 30 | 18 | 4  | 8  | 66 | 31  | +35 | 58 |
| 5  | Clachnacuddin    | 30 | 16 | 5  | 9  | 59 | 46  | +13 | 53 |
| 6  | Fraserburgh      | 30 | 15 | 7  | 8  | 56 | 38  | +18 | 52 |
| 7  | Cove Rangers     | 30 | 15 | 5  | 10 | 84 | 47  | +37 | 50 |
| 8  | Deveronvale      | 30 | 16 | 2  | 12 | 55 | 54  | +1  | 50 |
| 9  | Elgin City       | 30 | 13 | 4  | 13 | 64 | 66  | −2  | 43 |
| 10 | Wick Academy     | 30 | 9  | 8  | 13 | 41 | 46  | −5  | 35 |
| 11 | Rothes           | 30 | 9  | 8  | 13 | 44 | 52  | −8  | 35 |
| 12 | Forres Mechanics | 30 | 8  | 5  | 17 | 40 | 60  | −20 | 29 |
| 13 | Buckie Thistle   | 30 | 8  | 4  | 18 | 41 | 55  | −14 | 28 |
| 14 | Brora Rangers    | 30 | 5  | 10 | 15 | 43 | 88  | −45 | 25 |
| 15 | Nairn County     | 30 | 4  | 3  | 23 | 21 | 93  | −72 | 15 |
| 16 | Fort William     | 30 | 2  | 3  | 25 | 31 | 116 | −85 | 9  |

Nguồn: Scottish Football Historical Archive - Highland League Final Tables
Quy tắc xếp hạng: 1. Điểm; 2. Hiệu số bàn thắng; 3. Số bàn thắng.
(VĐ) = Vô địch; (XH) = Xuống hạng; (LH) = Lên hạng; (O) = Thắng trận Play-off; (A) = Lọt vào vòng sau. 
Chỉ được áp dụng khi mùa giải chưa kết thúc: 
(Q) = Lọt vào vòng đấu cụ thể của giải đấu đã nêu; (TQ) = Giành vé dự giải đấu, nhưng chưa tới vòng đấu đã nêu.

Bản mẫu:Bóng đá Scotland 1996–97